# Caecilii Metelli
Die Meteller (lateinisch Caecilii Metelli) mit dem Nomen Caecilius Metellus (weibliche Form: Caecilia Metella) waren eine der wichtigsten und reichsten Plebejerfamilien in der Römischen Republik. Sie gehörten zum antiken römischen Geschlecht (gens) der Caecilier und hatten vom 3. Jahrhundert v. Chr. bis zum Ende der Republik große politische Bedeutung. Mitglieder der Familie bekleideten jedes Amt des cursus honorum und hatten zahlreiche militärische Kommandos inne.

## Familienmitglieder
Wichtige Mitglieder der Familie waren:
- Lucius Caecilius Metellus Denter, Konsul 284 v. Chr.;
- Lucius Caecilius Metellus, Konsul 251 und 247 v. Chr., pontifex maximus seit 243 v. Chr.;
- Quintus Caecilius Metellus, Konsul 206 v. Chr.;
- Quintus Caecilius Metellus Macedonicus, Konsul 143 v. Chr., Zensor 131 v. Chr.;
- Lucius Caecilius Metellus Calvus, Konsul 142 v. Chr.;
- Quintus Caecilius Metellus Balearicus, Konsul 123 v. Chr., Zensor 120 v. Chr.;
- Lucius Caecilius Metellus Delmaticus, Konsul 119 v. Chr., pontifex maximus seit 115 v. Chr.;
- Lucius Caecilius Metellus Diadematus, Konsul 117 v. Chr.,;
- Marcus Caecilius Metellus, Konsul 115 v. Chr.;
- Gaius Caecilius Metellus Caprarius, Konsul 113 v. Chr., Zensor 102 v. Chr.;
- Quintus Caecilius Metellus Numidicus, Konsul 109 v. Chr., Zensor 102 v. Chr.;
- Quintus Caecilius Metellus Nepos, Konsul 98 v. Chr.;
- Quintus Caecilius Metellus Pius, Konsul 80 v. Chr.;
- Quintus Caecilius Metellus Creticus, Konsul 69 v. Chr.;
- Lucius Caecilius Metellus, Konsul 68 v. Chr.;
- Quintus Caecilius Metellus Celer, Konsul 60 v. Chr.;
- Quintus Caecilius Metellus Nepos, Konsul 57 v. Chr.;
- Quintus Caecilius Metellus Pius Scipio, Konsul 52 v. Chr.;
- Quintus Caecilius Metellus Creticus Silanus, Konsul 7 n. Chr.

Die Frauen der Familie wurden den römischen Namenskonventionen entsprechend Caecilia Metella genannt. Um sie zu unterscheiden, trugen sie häufig das Cognomen ihres Vaters in der weiblichen Form. Zu ihnen gehörten:
- Caecilia Metella Dalmatica, nacheinander Frau des älteren Marcus Aemilius Scaurus und Sullas;
- Caecilia Metella Calva, Mutter des Lucius Licinius Lucullus;
- Caecilia Metella Balearica Minor, Mutter des Publius Clodius Pulcher;
- Caecilia Metella Celer, Ehefrau des Publius Cornelius Lentulus Spinther;
- Caecilia Metella Cretica, Schwiegertochter des Marcus Licinius Crassus.

## Meteller in der Literatur
Der amerikanische Autor John Maddox Roberts hat ein fiktives Mitglied der Meteller namens Decius Caecilius Metellus zur Hauptfigur seiner Krimireihe S.P.Q.R. gemacht. Ebenso erfand er dazu dessen fiktiven Vater, den älteren Decius Caecilius, angeblich Konsul etwa 68 oder 67. Die Romane lehnen sich eng an historische Ereignisse an und spielen in den Jahren 70–22 v. Chr. Einige der oben genannten Meteller wie Nepos, Celer, Scipio oder Creticus haben in ihnen Nebenrollen, viele andere historische Figuren der spätrepublikanischen Epoche werden ebenfalls in Haupt- und Nebenrollen erwähnt. Hauptwidersacher des fiktiven Decius ist unter anderem der reale Publius Clodius Pulcher.
Dabei ist bezüglich der Historizität zu beachten, dass es eine „polizeiliche Ermittlungsbehörde“ sensu stricto nicht gab, lediglich hatten die Cohortes urbanae gewisse polizeiliche Funktionen.